# Гельга Марія Сіста
Гельга Марія Сіста (ісп. Helga María Sista; нар. 12 травня 1947) — аргентинська гірськолижниця. Брала участь у двох змаганнях на зимових Олімпійських іграх 1968 року.